# Dagome iudex
 Dagome iudex je incipit listiny z konce 10. století, regest kopie darovací listiny, v níž panovník identifikovaný jako polský kníže Měšek I., staví svou zem, v dokumentu nazvanou „Civitas Schinesghe”, pod ochranu Svatého stolce. Původní dokument, o který se kopista opírá, byl vydán pravděpodobně v Hnězdně v roce 991, ačkoli je také možné, že vznikl v Quedlinburku nebo v Římě.

## TextDagome iudex

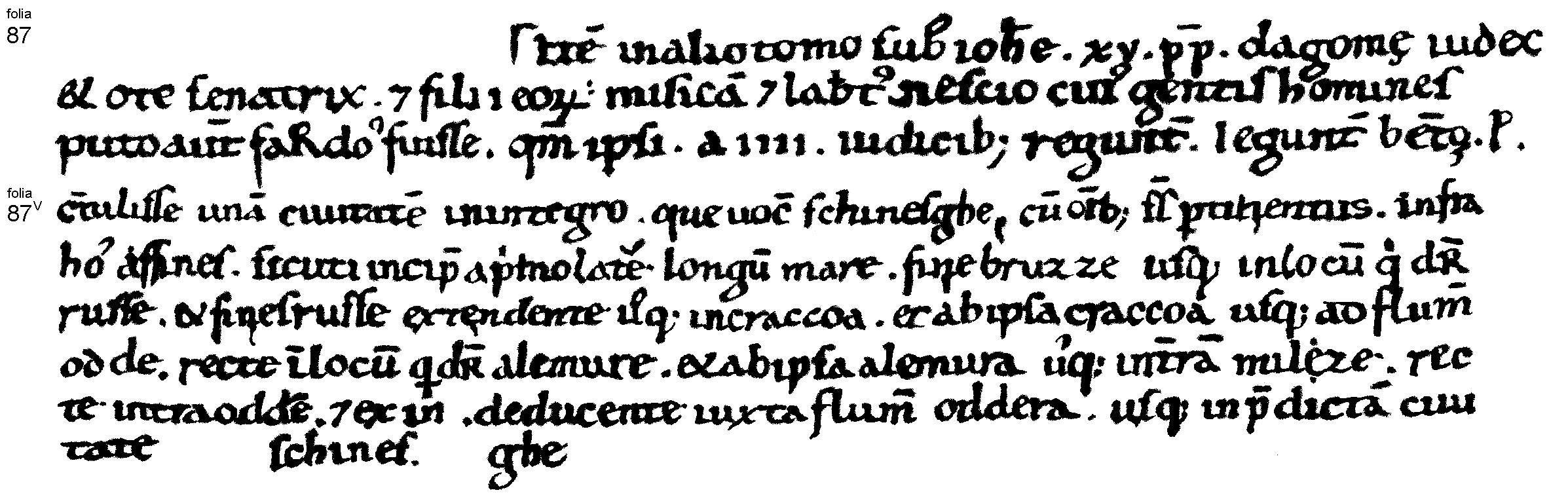
Kopie z Vatikánské knihovny

### Latinský text
Item in alio tomo sub Iohanne omnibus suis pertinentiis infra hos affines, sicuti incipit a primo latere longum mare, fine Bruzze usque in locum, qui dicitur Russe et fines Russe extendente usque in Craccoa et ab ipsa Craccoa dilocturque, rectemumen, Odd ab ipsa Alemura usque in terram Milze recte intra Oddere et exinde ducente iuxta flumen Oddera usque in forecastam civitatem Schinesghe.
Dagome iudex

### Přibližný překlad
Podobně v jiném svazku z dob papeže Jana XV. měli pán Dagome a paní Ote a jejich synové Mieszko a Lambert (není mi známo, z jakého kmene pocházejí, ale myslím, že byli Sardinci, protože jim vládnou čtyři „páni“) svatému Petrovi věnovat jeden celý stát, který se nazývá Schinesghe, se vším jeho majetkem v těchto hranicích, počínaje od první strany podél moře [tehdy] hranicí Pruska až k místu zvanému Rus, a hranicí Rusi [tehdy] sahající až ke Krakovu a od tohoto Krakova až k řece Odře, přímo k místu zvanému Alemure, a od tohoto Alemure až k zemi Milčanské a od hranice Milčanie přímo k Odře a odtud podél řeky Odry až ke zmíněné zemi Schinesghe.

### Osoby uvedené v dokumentu
- papež Jan XV (Iohanne XV papa);
- „soudce“ Dagome (Dagome/Dagone iudex) – běžně ztotožňován s polským knížetem Měškem I. [pozn. 1] ;
- „senátorova“ Oda (Ote senatrix) – ztotožňována s Mieszkovou manželkou Odou, dcerou Dytryka (Theodorika), markraběte Severní marky ;
- Mieszko, syn Dagomeho a Ody (Misic) – ztotožňován s Mieszkem, synem Mieszka I. a Ody Dytrykówny, zmíněný Thietmarem [2] ;
- Lambert, syn Dagome a Ody (Lambertus) – ztotožňován s Lambertem, synem Mieszka I. a Ody Dytrykówny, Thietmar jej jmenovitě nezmiňuje;

## Pohraniční oblasti zmíněné v dokumentu

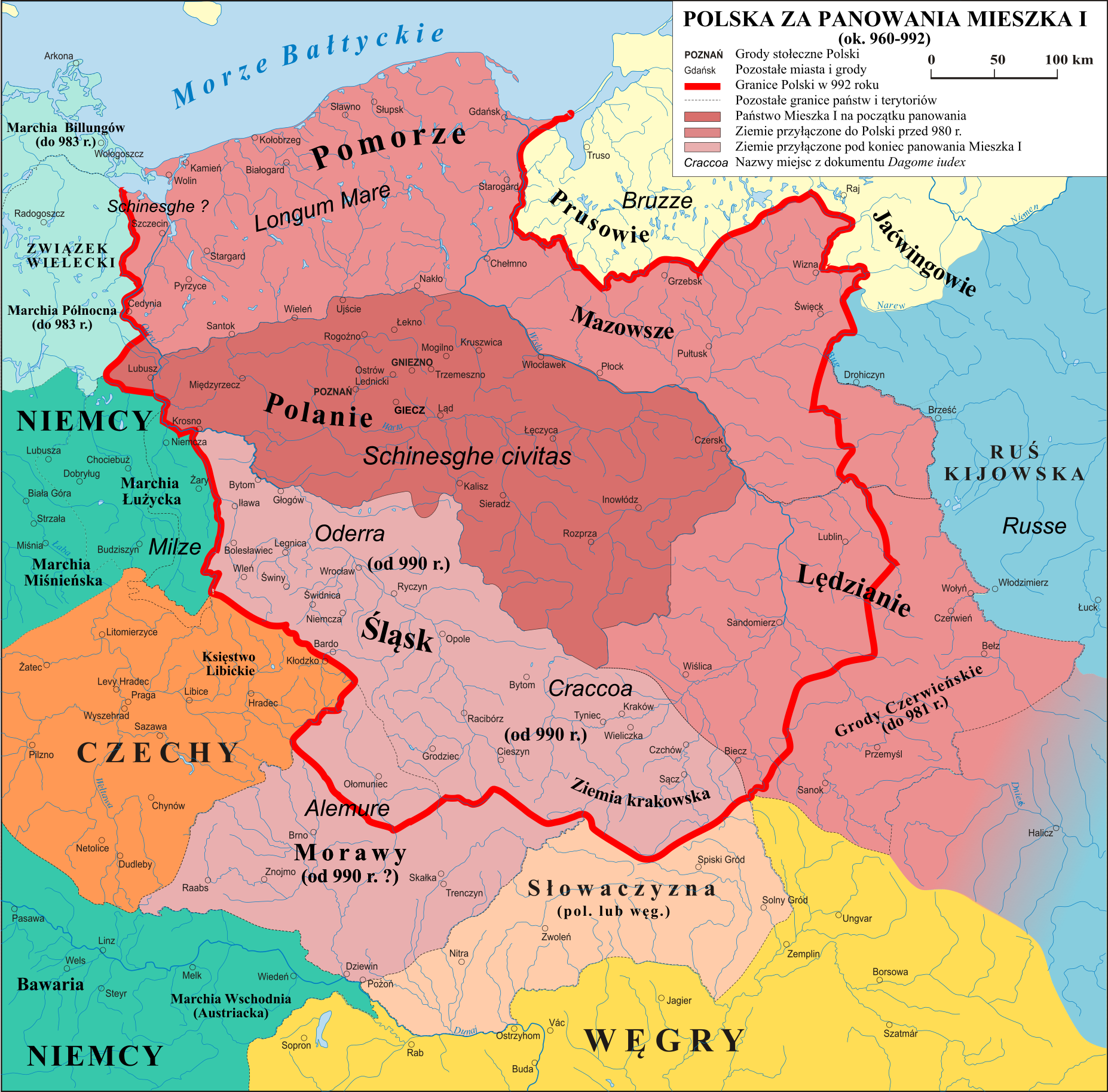
Pravděpodobný rozsah státu Měška I. s vyznačenými místními názvy z dokumentu Dagome iudex.

Referenční body uvedené v dokumentu Dagome iudex, které lze chápat jako vymezení hranic státu Měška I.:
- Schinesghe / Schniesghee / Schignesne / Schniesche / Schinesne / Schinesche / Schinesgne – pravděpodobně Gniezno (jak se domnívá většina historiků) nebo Štětín (podle mj. archeologa Przemysława Urbańczyka a lingvisty Stanisława Rosponda);
- Baltské moře, pravděpodobně v gdaňské části nebo v celém Pomořansku (longum mare) [pozn. 2]
- Prusko (Bruzze / Pruzze / Przze);
- Rus (Russe / Russae);
- Krakov (Craccoa / Raccoa / Graccoa / Cracoa);
- řeka Odra (Oddera/ Oddere flumen);
- Alemure – pravděpodobně Olomouc nad Moravou nebo celá Morava; podle některých názorů včetně Oławy nebo jiného místa;
- Milsko (Milze / Mulze) – území obývané lužickým kmenem Milčanů, východní část Horní Lužice s Budyšínem, ale bez Míšně.